# 土曜日
土曜日（どようび）または土曜（どよう）は、金曜日と日曜日の間にある週の1日。カレンダーにおける週の最終日。日本のカレンダーでは青色で表記される例が比較的多い。

## 各言語での名称
日本語の名称は、七曜のひとつである土星 (羅:Saturnus) の日にちなむ。
英語: Saturday、オランダ語: Zaterdagは、ドイツのヴェストファーレン地域でのSatertagと同じく、ローマ神話の農耕神サートゥルヌスから来ている。
イタリア語: sabato、フランス語: samedi、ドイツ語: Samstag、スペイン語: sábadoとポルトガル語: sábadoなどは、ラテン語: Sabbatumに起源があり、それはまたヘブライ語: יום השבת（安息日の意味）から出ている、中国語では「星期六」もしくは「礼拝六」という。

## 安息日
ツァドク暦の一週間の7日目。ユダヤ教では宗派によらず土曜日（正確には、日本でいう「金曜日」の日没から「土曜日」の日没まで）は安息日である。この日は働くことはもちろん、家事や出かけることなども禁じられる。ただし、現在では世俗的な生活をする人も多く、必ずしも守られてはいない。
土曜日、安息日を指すヘブライ語「シャバト」(שַבָּת)は土星や農耕神サートゥルヌスとは関係なく、「休む」という意味の動詞「シャヴァト」(שָבַת)に由来し、「安息日」を意味する。キリスト教でもギリシア語に借用されて「サバト」といい、さらにイタリア語 sabbato、スペイン語 sábado など、ヨーロッパと西アジアの多くの言語で土曜日の語源となった。
キリスト教には、もともと週末に信徒が集まる習慣として受け継がれた。主流派ではないが、日常の禁酒・禁煙に加えて、土曜日の安息を強調する教団（セブンスデー・アドベンチスト教会など）がいくつか存在し、教会・集会所に集まって礼拝する。
新約聖書の福音書には、当時の宗教家は安息日の決まりを形式的に守らせることにうるさく、イエスの弟子の行儀が悪いことを挙げて咎めるのに対し、イエスが反駁する場面がある。

## 半ドン
かつて日本の官公庁や公立学校は午後だけが休日となっていて、これを「半ドン」と称していた。
現在は、官公庁や公立学校、ほとんどの会社が週休二日制を採用し、土曜日は終日休みとなっている。ただし、日曜日と異なり、この日が国民の祝日になった場合でも、振替休日は設けられない。
カレンダーでは平日と同様に黒色で表記したものもあるが、日曜日・国民の祝日と同様の赤色、または青色や灰色や緑色など平日と区別できるようになっている例が多々ある。
鉄道や路線バスのダイヤは、週休二日制が普及する1970年代以前は、土曜日は平日ダイヤで運行されていたが、週休二日制の普及により、都市圏では1980年代以降に主に夕方の運行本数の削減をする形で土曜専用のダイヤの新設を経て、1990年代以降休日ダイヤに統合された路線が多い。 鉄道では「土・休日ダイヤ」として休日扱いとしていることが多いが、過去には能勢電鉄など路線によっては土曜日を独立のダイヤにしている場合もあった（2022年12月のダイヤ改正をもって休日ダイヤと統合、廃止された）。 バスでは休日扱いする場合のほかに、独立の土曜ダイヤが組まれる場合と、平日ダイヤから朝夕のバスを間引く場合がある。週休二日制が普及したとはいえ、私立の学校や病院・医院などでは、土曜日に午前中だけの授業や診察を行っているところもあり通勤通学時の利便性を考慮している。
銀行などの金融機関では、1983年7月までは全ての土曜日で、1989年1月までは特定の土曜日の午前中 (9:00 - 12:00) に窓口営業を行っていた。 金融機関の営業土曜日にはATMは、9:00 - 14:00 の時間帯に稼動していた。その後に各金融機関で土曜日のATM稼働時間が延長されても、その名残で当初はこの時間帯 ( - 14:00) は時間外手数料がかからなかった。現在は週休二日制の普及により「土曜日も休日である」として、自行カードでも終日時間外手数料がかかる金融機関が主流だが、まだ「土曜14時までは時間外手数料がかからない」金融機関も存在する。

## 土曜日指定のもの
劇場映画の公開初日
劇場用映画作品のうち大抵は土曜日が公開初日となっており、公開初日に主要映画館で監督とキャストらによる舞台挨拶が行われる（例：東映制作作品の場合は丸の内TOEIで行われる）。なお、2025年現在は主に金曜日が公開初日となっているが、舞台挨拶が土曜日（もしくは日曜日）に行われることがある。
CDアルバムと一部のCDシングルのレンタル開始
土曜日は、TSUTAYAやGEOなどのレンタルCD・ビデオ店でCDアルバムと一部のCDシングルのレンタル開始日に指定されている。ただし、日本レコード協会のルールに基づき、発売日から17日後のCDアルバム・一部を除くカップリング曲が2曲以上のCDシングルが対象である。なお、カップリング曲なし、もしくは1曲のCDシングルは発売と同時にレンタル開始であるが、AKB48のようにカップリング曲が2曲以上の一部のCDシングルも発売と同時にレンタル開始する曲もある。

## 土曜日に関する作品

### 映画
- 『土曜日の夜』（1922年、米国）
- 『土曜日の天使』（1954年、日本）
- 『SATURDAY NIGHT FEVER』（1977年、米国）
- 『ミスター・サタデー・ナイト』（1992年、米国）

### 楽曲
- 雨のサタデー（歌: 和田アキ子）
- 雨の土曜日（歌：サニーデイ・サービス）
- 危い土曜日（歌：キャンディーズ）
- 俺達には土曜日しかない（歌：氣志團）
- Saturday In The Park（歌：シカゴ）
- サタデー・ナイト（歌：ベイ・シティ・ローラーズ）
- SATURDAY NIGHT（歌：Blankey Jet City）
- SATURDAY NIGHT ZOMBIES（歌：松任谷由実）
- Someday I'll Be Saturday Night（歌：ボン・ジョヴィ）
- 新宿サタデーナイト（歌：青江三奈）
- 第2土曜日（歌：ブレッド&バター）
- どうにかして土曜日（歌：モーニング娘。）
- 土曜の停電（歌：原田知世）
- 土曜の夜君とかえる（歌：泉谷しげる）
- 土曜の夜と日曜の朝（歌：浜田省吾）
- 土曜の夜何かが起きる（歌：黛ジュン）
- 土曜の夜は羽田に来るの（歌：ハイ・ファイ・セット）
- 土曜の夜はパラダイス（歌：EPO）
- 土曜の夜は僕の生きがい（歌：エルトン・ジョン）
- 土曜日（歌：syrup16g）
- 土曜日の嘘（歌：森山直太朗）
- 土曜日の恋人（歌：山下達郎）
- 土曜日の楽しみ（歌：山口百恵）
- 土曜日のタマネギ（歌：斉藤由貴）
- 土曜日の本（歌：富田靖子）
- 土曜日の夜（歌：トム・ウェイツ）
- 土曜日の夜（歌：キャンディーズ）
- 土曜日はいちばん（歌：ピンキーとキラーズ）
- 土曜日は大キライ（歌：松任谷由実）
- 土曜日は晴れた（歌：井上陽水）
- 土曜夜市（歌：井上昌己）
- なんて素敵な土曜日（歌：ケロロ小隊〈渡辺久美子、中田譲治、小桜エツ子、子安武人、草尾毅〉）
- Book of Saturday（歌：キング・クリムゾン）
- もうひとつの土曜日（歌：浜田省吾）
- ワールド☆サタデーグラフティ（歌：ポルノグラフィティ）
- 泡沫サタデーナイト! （歌：モーニング娘。）

### 番組

#### テレビ

##### 世界各国
- 『サタデー・ナイト・ライブ』
  - 『サタデー・ナイト・ライブ JPN』

##### 日本
- 『土曜洋画劇場』
- 『土曜映画劇場』
- 『土曜劇場』
- 『ハイ!土曜日です』
- 『土曜ショー』
- 『土曜大好き!830』
- 『土曜はナニする!?』
- 『土曜ぴーぷる』
- 『土曜ワイド劇場』
- 『土曜ロータリー』
- 『土曜トップスペシャル』
- 『土曜スーパースペシャル』
- 『土曜スペシャル』
- 『土曜プレミアム』
- 『土曜プライム』
- 『土曜ワイド（フジテレビ版）』
- 『土曜☆ブレイク』
- 『土曜LIVE』
- 『FNNテレビ土曜夕刊』
- 『土曜一番!花やしき』
- 『めざましどようび』
- 『おはよう朝日・土曜日です』
- 『土曜のよんチャンTV』
- 『ドデスカ!ドようびデス。』
- 『中居正広の土曜日な会』
- 『科学大好き土よう塾』
- 『土曜深夜族』
- 『土曜スタジオパーク』→『土スタ』
- 『土曜はダメよ!』
- 『土曜はカラフル!!!』
- 『土曜の奇跡!TVのチカラ』
- 『胸さわぎの土曜日』
- 『水曜だけど土曜の番組』（熊本放送。ただし、放送されているのは水曜日である）
- 『土曜特集』
- 『土曜特番』
- 『土曜時代劇』→ 『土曜時代ドラマ』
- 『土曜グランド劇場』→『土曜ドラマ（日本テレビ版）』→『土ドラ10』
- 『土曜ドラマ（NHK版）』→『土曜ドラマスペシャル』
- 『土曜ドラマ（フジテレビ版）』→『土ドラ (フジテレビ)』
- 『オトナの土ドラ → 土ドラ (東海テレビ)』
- 『土ドラ9』
- 『土曜ナイトドラマ』
- 『読売テレビ制作土曜夕方枠のアニメ』
- 『サタデー・ナイト・ライブ JPN』（フジテレビNEXT〈CS〉 / 月1回・土曜日 21:00 - 22:30）
- 『サタデー生ワイド そらナビ』
- 『ズームイン!!サタデー』
- 『みのもんたのサタデーずばッと』→『サタデーずばッと』
- 『サタデープラス』
- 『ベリーベリーサタデー』
- 『ブンブンサタデー』
- 『バニラ気分! マツケン・今ちゃん・オセロのGO!GO!サタ』
- 『ぶらぶらサタデー』
- 『ドスペ!』
- 『ドスペ2』
- 『サタスペ!』
- 『サタ☆スマ』
- 『サタうま!』
- 『サタふく』
- 『サタデージャングル』
- 『サタデーステーション』
- 『サタデースポーツ』
- 『サタデーウオッチ9』
- 『オシドラサタデー』
- 『サタドラ』
- 『海江田万里のパワフルサタデー』
- 『報道LIVE あさチャン!サタデー』
- 『上田晋也のサタデージャーナル』
- 『まるっと!サタデー』
- 『デルサタ』
- 『5時SATマガジン』
- 『星期六我家的電視』

BS (ウェザーニューズ)
- 『SATURDAY SOLiVE Morning』
- 『SATURDAY ソラマド サンシャイン』
- 『SATURDAY SOLiVE Afternoon』
- 『サタデー ソラマド ティータイム』
- 『SATURDAY SOLiVE』

#### ラジオ
- 『オールナイトニッポンサタデースペシャル』
- 『ありがとう浜村淳です土曜日です』
- 『土曜天国』→『土曜天国SUPER』→『土曜天国 ぴかラジ』→『ザ・土曜天国』
- 『土曜朝イチエンタ。堀尾正明+PLUS!』
- 『土曜ワイドラジオTOKYO 永六輔その新世界』
- 『野中藍 ラリルれ、サタデーナイト。』
- 『小島一宏 一週間のごぶサタデー』
- 『サントリー・サタデー・ウェイティング・バー』
- 『SATURDAY GLASS SHOW』
- MBSヤングタウン土曜日『さんまのヤンタン』（MBSラジオ / 土曜日 22:00 - 23:30）
- 『スイスイサタデー カロ・ソリーゾ』
- 『蓮見孝之 まとめて!土曜日』
- 『井上貴博 土曜日の『あ』』
- 『サタデーミュージックバトル 天野ひろゆき ルート930』 など

### 広告
- 「こんにちは土曜日くん」（1972年、伊勢丹）

## 記号
| 記号 | Unicode | JIS X 0213 | 文字参照          | 名称                                         |
| ---- | ------- | ---------- | ----------------- | -------------------------------------------- |
| ㈯   | U+322F  | -          | &#x322F; &#12847; | 全角括弧付き土 PARENTHESIZED IDEOGRAPH EARTH |
| ㊏   | U+328F  | -          | &#x328F; &#12943; | 丸土 CIRCLED IDEOGRAPH EARTH                 |